# Брузник (Арад)
Брузник (рум. Bruznic) насеље је у Румунији у округу Арад у општини Усусау. Oпштина се налази на надморској висини од 266 m.

## Прошлост
Аустријски царски ревизор Ерлер је 1774. године констатовао да место "Прусник" припада Липовском округу и дистрикту. Становништво је било претежно влашко.
Када је 1797. године пописан православни клир ту је био један свештеник. Парох поп Атанасије Поповић (рукоп. 1796) служио се само румунским језиком.

## Становништво
Према подацима из 2002. године у насељу је живело 175 становника.

### Попис2002.
| Расподела становништва по националности 2002.‍ | Расподела становништва по националности 2002.‍ | Расподела становништва по националности 2002.‍ | Расподела становништва по националности 2002.‍ | Расподела становништва по националности 2002.‍ |
| --------------------------------------------- | --------------------------------------------- | --------------------------------------------- | --------------------------------------------- | --------------------------------------------- |
|                                               |                                               |                                               |                                               |                                               |
| Румуни                                        | Румуни                                        |                                               | 162                                           | 93,1%                                         |
| Украјинци                                     | Украјинци                                     |                                               | 12                                            | 6,9%                                          |